# Abzeichen
Ein Abzeichen (bei Hoheitsabzeichen manchmal auch Emblem genannt) ist ein Erkennungs-, Ehren- oder Schmuckabzeichen aus Stoff, Kunststoff und/oder Metall, das in Form von Aufnähern, Anstecknadeln, Schulterklappen, Schilden und ähnlichem bestehen kann. Es kann eine Tätigkeit, eine Funktion, einen Rang bzw. Dienstgrad, eine erbrachte Leistung oder die Zugehörigkeit zu einer Gemeinschaft (z. B. Stadt, Stamm, Verein, Organisation, Träger der Staatsgewalt, Gruppe, Meinung) anzeigen.

## Begriffsverwendung
Im Allgemeinen wird der Begriff Abzeichen vor allem bezüglich erbrachter Leistungen oder (verdienter) Zugehörigkeit einer Person zu einer Gruppe verwendet (z. B. Verdienst- oder Rangabzeichen), wohingegen ein Emblem nicht für Leistungen vergeben wird, sondern oft einen Bezug zu Werbung und Design besitzt (z. B. Markenemblem).

## Schutz staatlicher Abzeichen
In Deutschland sind Abzeichen gesetzlich geschützt, die staatliche Funktionen, Berufe oder Ähnliches kennzeichnen. Der Missbrauch von Abzeichen wird gemäß § 132a StGB als Vergehen bestraft. Die Abzeichen und deren Darstellungen sind jedoch als solches gemeinfrei.

## Funktion von Abzeichen
- Insigne, Hoheitszeichen
  - Polizeistern
  - Wappen
- Orden und Ehrenzeichen
- Rangabzeichen
- Tätigkeitsabzeichen
- Zugehörigkeitsabzeichen:
  - Verbandsabzeichen
    - Liste von Zugehörigkeits- und Funktionsabzeichen
    - Liste der Verbandsabzeichen der Bundeswehr
    - Verbandsabzeichen der Luftwaffe

  - Gruppenabzeichen
    - Totem
    - Parteiabzeichen

## Macharten
- Bandschnalle
- Bandsteg
- Button (Ansteckplakette)
- Digitales Abzeichen

## Beispiele für Abzeichen

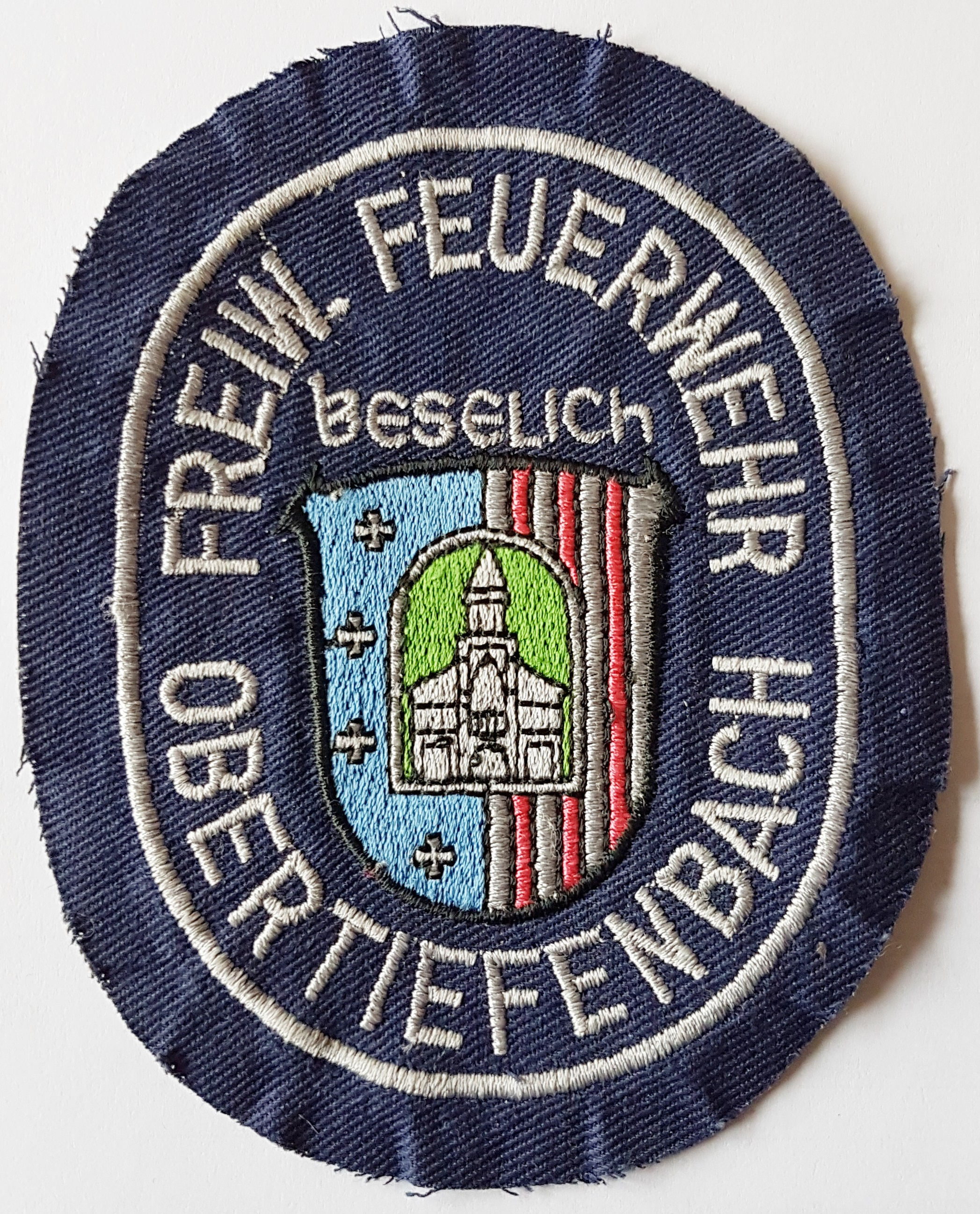
Ärmelabzeichen der Freiwilligen Feuerwehr Beselich-Obertiefenbach in Hessen
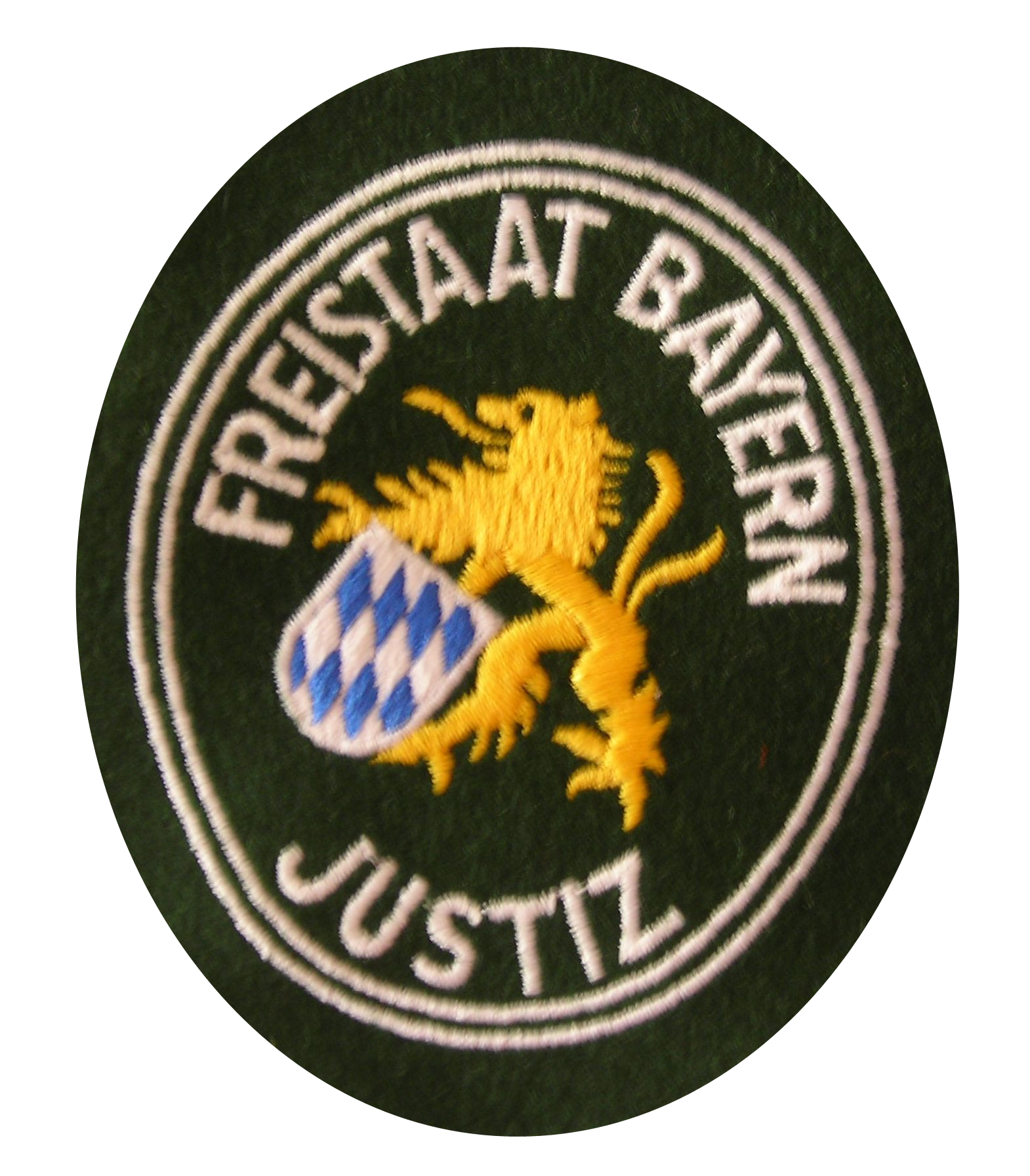
Ärmelabzeichen der Justizvollzugsbeamten in Bayern
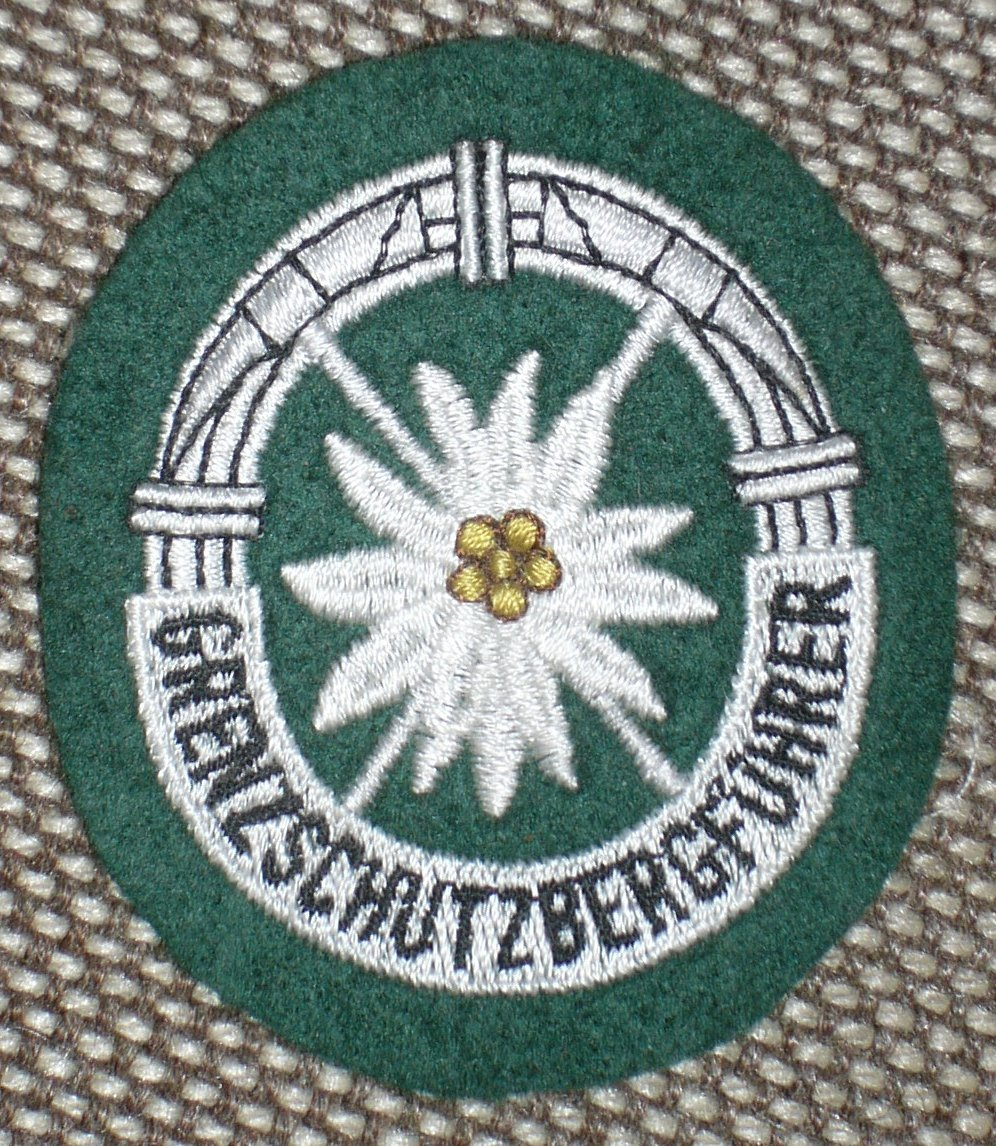
Ärmelabzeichen eines Grenzschutzbergführers der Bundespolizei (Deutschland)
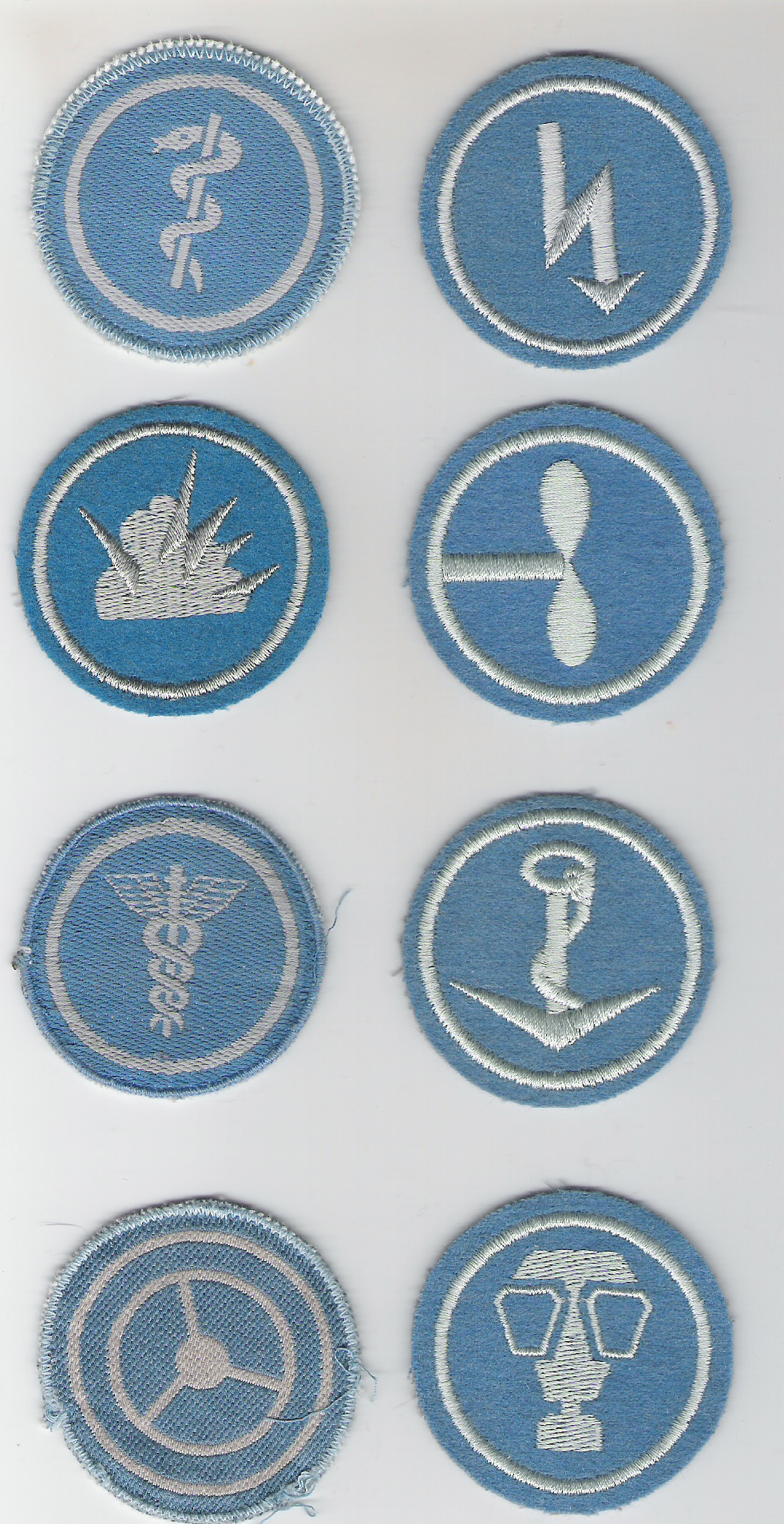
Abzeichen für Sonderausbildungen des THW von 1994 (Funktionsabzeichen)
Schulterklappe eines Generals der Bundeswehr (Dienstgradabzeichen)
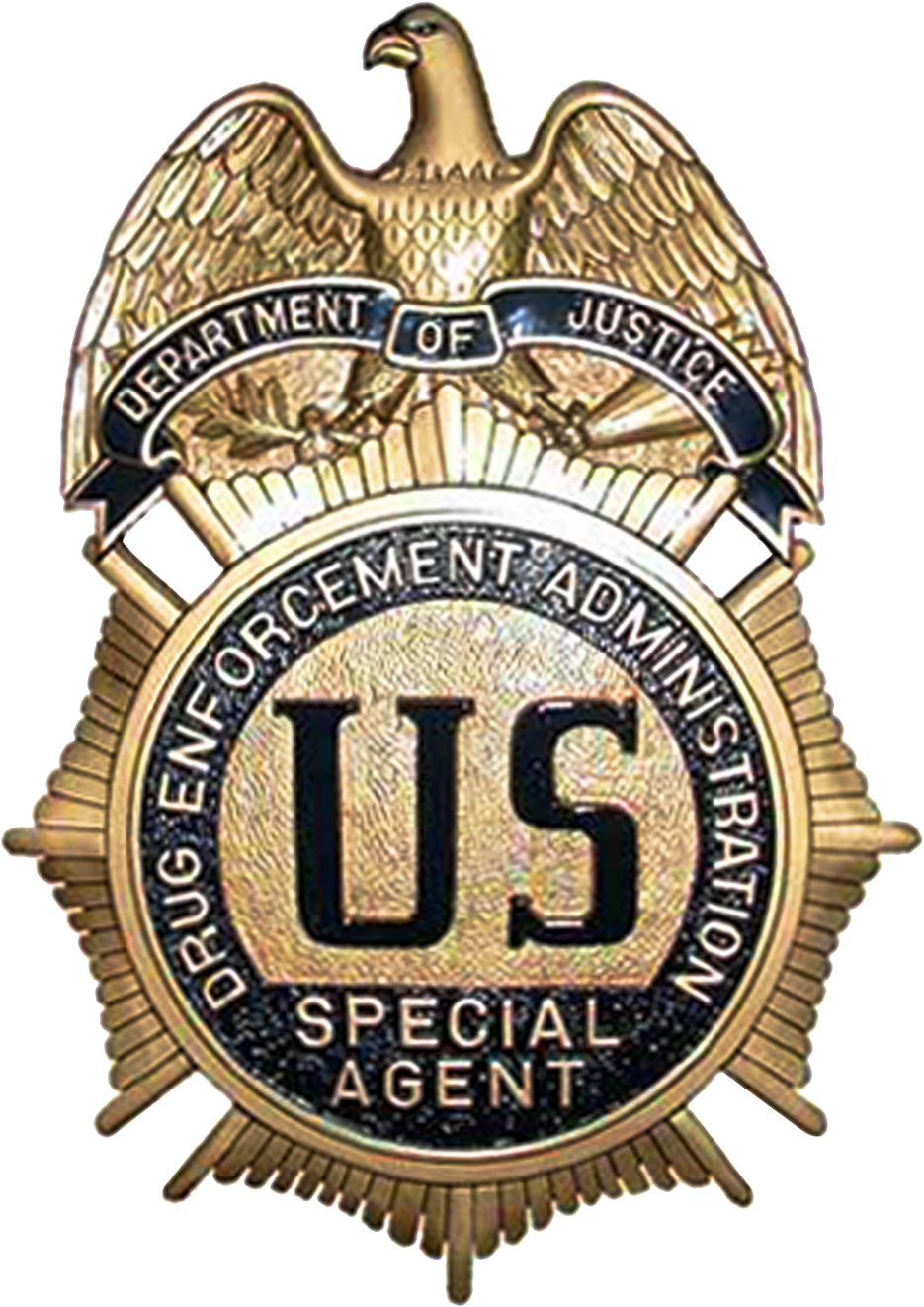
Abzeichen der US-amerikanischen Drogenbekämpfungsbehörde
Emblem der Porsche AG (Markenzeichen)
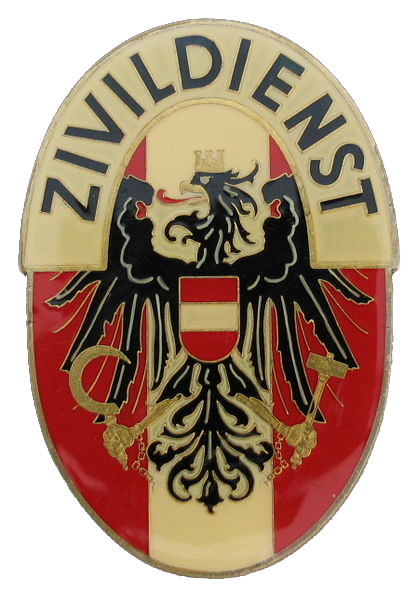
Dienstabzeichen des österreichischen Zivildienstes, mittlerweile durch Plastikkarte oder bei Dienstkleidung durch Stoffabzeichen ersetzt